# Ježená
Ježená är en ort i Tjeckien.   Den ligger i regionen Vysočina, i den centrala delen av landet, 110 km sydost om huvudstaden Prag. Ježená ligger 553 meter över havet och antalet invånare är 109.
Terrängen runt Ježená är huvudsakligen platt, men söderut är den kuperad. Runt Ježená är det ganska tätbefolkat, med 207 invånare per kvadratkilometer. Närmaste större samhälle är Jihlava, 9,3 km öster om Ježená. I omgivningarna runt Ježená växer i huvudsak blandskog.